# سرطانة غدية كيسية
السرطان الغدي الكيسي (بالإنجليزية: Cystadenocarcinoma)‏ هو شكل خبيث من الورم الغدي الكيسي، وهو سرطان مشتق من النسيج الطلائي الغدي؛ حيث تتشكل التراكمات الكيسية من الإفرازات المحتجزة. تُظهر الخلايا الورمية درجات متفاوتة من التضيق والغزو، كما أنها تقوم بالامتداد والانتشار المحلي. تتطور الأورام السرطانية بشكل متكرر في المبيضين، حيث يتم التعرف على الأنواع الكاذبة والمصلية.
كما تم الإبلاغ عن الأنسجة السرطانية المماثلة في البنكرياس، على الرغم من أنها نادرة الوجود جدا حيث أنها تمثل 1 - 1.5٪ من نسبة سرطان البنكرياس.
ويحتوي السرطان الكيسي الدهني على حويصلة معقدة متعددة الأماكن مع وجود مناطق صلبة قوية في بعض الأماكن. وعادة ما يظهر مع الانبثاث الدهني الذي يسبب تراكم السوائل في التجويف البريتوني (الاستسقاء).